# 物化
物化（英語：Reification），是指把某些東西當作勞動的對象，是可以被控制、分解、操弄、改變、轉型、交換、消費、生產...的東西。
人類在不同的歷史階段採用不同的人類組織和社會制度去進行物化，是個歷史進程，物我、人我關係也因此不斷地變化。現代大部分人類採取市場機制和資本主義生產模式，物化就採取了商品化（commodification）的形式，人們開始用商品化來改造自然與自身（身體、國家、經濟、文化等等）。商品化的形式大大便利了物化的深度、速度與強度，人們已經不能完全控制這樣的一種形式的物化或商品化，所以也被稱為異化。
有时物化会与对象化（英語：Objectification）混用，但至少在马克思主义传统中，这两个术语最初表达十分不同的概念。前者由卢卡奇提出，后者则见于马克思的许多著作。
和物化相反的行为就是人格化、人性化。将非人的其他生物或非生物拟人化，将其当作人类自己的同伴看待和对待。

## 馬克思主義與盧卡奇
物化（英語：Reification），最早由盧卡奇提出。盧卡奇延伸了馬克思在《資本論》中對商品拜物教（英語：commodity fetishism）的分析，在《歷史與階級意識》一書中提出了「物化」理論。盧卡奇定義「物化」是「商品的形式烙印在人類的整個意識之上，他自身的內涵與能力不再是他人格之中的有機部分，而變成可以『擁有』與『放棄』的物品，就如外在世界的各種物件。⋯⋯人只能愈加被附屬於這個物化的過程。」盧卡奇認為資本主義的物化在四個維度上改變了個人與社會的關係。

## 批判語言與身體自主
「物化」（英語：reification）一詞被引進批判語言，是為了打擊被認為「正常」的剝削行為和予取予求，是針對社會結構與制度的批判，例如勞動契約當中，工人像是機器一樣附屬於老闆，超長工時卻是超低薪資，沒有實質的陳情管道；或是婚姻家庭中，妻子婦女像是廉價勞工一樣附屬於丈夫男人，無條件負責所有家務勞動，沒有自己的聲音。
物化（objectification）一詞，在身體自主的課題中，常用來批判，批評消費女性身體（展場女郎、部分模特兒），或是將父權審美觀強押在女性身體（減肥、整形、美容），以及的其他父權資本主義的商業性行為，例如性交易、色情行業。
同時另一部分的女性主義者（尤其是社會女性主義者與基進女性主義者）認為許多人的個人自由意志其實深受父權與資本主義影響，社會化的過程教導他們自我物化與受到支配宰制是一種選擇，有如許多奴隸並不認為被奴役有什麼問題。因此反對個人自由意志選擇物化的說法，認為在現有社會許多人的自由意志只是相對的概念，這些人只是被灌輸父權與資本主義觀念受害者。
一部分的女性主義者（尤其是後女性主義者）與性權人士批評採用這個修辭策略，背後真正隱含的價值觀卻是反對各種性實踐的可能。這個顧慮固然有其社會與歷史演進的過程，卻限制了因個人自由意志而選擇其他物化的可能，窄化了個人的生活方式。然而物化之所以對於人類社會重要，就是因為人類可以依照現實考量，藉此自由選擇交換，進而決定屬於自己的生活方式。
另外物化亦可用於男性身上，例如社會經常將男性的身體物化為必須充滿肌肉才叫強壯，生殖器的大小亦常被物化。此外男性的裸體亦常被物化拿來當作搞笑的題材。